# Cenerentola (Disney)
Cenerentola (Cinderella) è un personaggio immaginario, protagonista di Cenerentola (1950), XII film d'animazione di Walt Disney Pictures, e dei suoi due seguiti, Cenerentola II: quando i sogni diventano realtà (2002) e Cenerentola III: il gioco del destino (2007).
Cenerentola fa parte dell'elenco ufficiale delle Principesse Disney ed è al secondo posto dopo la leader Biancaneve e prima di Aurora.
Nel remake live-action del film d'animazione del 1950, Cenerentola viene interpretata da Lily James e in questa versione il suo vero nome è Ella.

## Biografia del personaggio

### Cenerentola(1950)
Il padre della protagonista, nobile signore rimasto vedovo, dopo la morte della moglie decise di risposarsi per dare alla propria figlia una nuova mamma. Egli si risposò con una donna austera di nobile famiglia, anch'ella vedova e con due figlie, Anastasia e Genoveffa, dell'età di Cenerentola. La giovane e bella fanciulla crebbe nella sua dimora con la matrigna e le sorellastre in seguito alla morte del proprio padre. La matrigna, però, gelosa della grazia e bellezza della figliastra, la trattava come se fosse una serva, affidando a lei i lavori di casa. Al contrario, trattava le proprie figlie come fossero principesse, le viziava e accontentava. Alla fanciulla venne dato il nomignolo di Cenerentola, per via del suo viso, sporco dopo aver pulito la cenere del camino. Nonostante tutto, Cenerentola crebbe felice e spensierata, secondo i valori insegnategli dal proprio padre e circondata dall'affetto di alcuni uccellini, del cane Tobia, del suo cavallo e di dodici topolini e topoline, tra cui Jaq e Gas Gas. Spesso, mentre svolgeva le varie faccende, cantava o sognava ad occhi aperti di sposare un uomo che la amasse e vivere nel castello, e smettere di fare da serva alla propria matrigna e alle sorellastre.
Un giorno la famiglia di Cenerentola venne scossa dall'annuncio del gran ballo voluto dal re al palazzo per trovare al figlio scapolo una ragazza degna di diventare sua moglie. L'invito al ballo era esteso a tutte le giovani donne del regno in età di marito, di qualunque rango sociale. Per Cenerentola il ballo sarebbe stato l'occasione per uscire dalla propria prigionia. Riuscì a farsi promettere dalla matrigna che anche lei sarebbe potuta andare al ballo ma solo una volta svolte una gran mole di faccende domestiche perfidamente assegnatele dalla matrigna, Anastasia e Genoveffa per non consentirle di avere il tempo di prepararsi. Cenerentola mantenne i patti e, grazie all'aiuto dei propri piccoli amici, indossò un vestito elegante che apparteneva alla madre abbellito dai topini con alcuni accessori delle sorellastre, rubati a queste ultime dopo che esse li buttarono per terra, non ritenendoli adeguati all'occasione. Cenerentola però, per colpa di questo piccolo errore commesso dai topini, venne accusata dalle sorellastre di essere una ladra e come punizione le venne distrutto il vestito.
Rimasta sola e sconsolata la povera fanciulla iniziò a piangere: le proprie lacrime richiamarono l'attenzione dell'anziana, goffa ma simpatica e gentile Fata Smemorina, ovvero della propria fata madrina, che improvvisamente si materializzò davanti alla povera Cenerentola. Con la propria magia, accompagnata da una formula cantata (la famosa Bibbidi Bobbidi Bu) trasformò una zucca dell'orto in carrozza, il cavallo in un perfetto cocchiere, i 4 topolini in splendidi cavalli bianchi, il cane Tobia in un lacchè e infine il vestito di Cenerentola ridotto in straccio in uno stupendo abito bianco degno di una principessa con delle scarpette di cristallo. Prima di recarsi al ballo, la fata avvertì la fanciulla che alla mezzanotte la magia sarebbe svanita e tutto sarebbe tornato alla normalità.
Giunta a corte, il principe, profondamente annoiato durante la sfilata delle varie pretendenti, ebbe un sussulto alla visione di Cenerentola e, sotto gli occhi di un deliziato re e del granduca Monocolao, ballò con lei per tutta la serata. Nell'euforia, il tempo passò velocemente e pochi istanti prima della mezzanotte la giovane si ricordò di fuggire via perdendo, nella fretta del momento, una delle sue scarpette di cristallo. Durante la fuga la magia svanì e Cenerentola ritornò a casa vestita di stracci.

Concept art del personaggio

Il principe però, ormai totalmente ammaliato dalla fanciulla, decise di non rassegnarsi così ordinò al granduca di far calzare la scarpetta a tutte le fanciulle del regno e dintorni, chi l'avrebbe calzata alla perfezione sarebbe diventata sua moglie. La matrigna, prima dell'arrivo in casa del granduca con la scarpetta, rinchiuse Cenerentola nella soffitta della torre della casa per impedirle di effettuare la prova. Mentre le sorellastre, invano, provarono ripetutamente e forzatamente a calzare la scarpetta, Cenerentola riuscì a liberarsi grazie all'aiuto dei topini Gas Gas e Jaq e a scendere giusto in tempo prima che il granduca andasse via, chiedendo di poter effettuare anche lei la prova. La perfida matrigna fece inciampare il paggio del granduca e la scarpetta andò in mille pezzi. Mentre la matrigna si compiacque dell'accaduto, Cenerentola, per nulla disperata, tirò fuori dalla propria tasca l'altra scarpetta di cristallo, calzandola alla perfezione.
Cenerentola infine sposò il principe e così il proprio sogno diventò finalmente realtà.

### Cenerentola II - Quando i sogni diventano realtà(2002)
In questo capitolo Cenerentola entra in gioco in due delle tre storie narrate.
Nella prima, lei ed il suo principe tornano dal viaggio di nozze. Mentre questi deve ripartire per affari di stato, la fanciulla a palazzo sola ed annoiata riesce a stravolgere il protocollo di corte insegnando l'importanza dei sentimenti.
Nella seconda, si parla di Giac che viene trasformato dalla fata Smemorina in un umano per aiutare meglio Cenerentola. Ma presto il topo capisce che si è migliori così come si è e capisce anche che può aiutare Cenerentola anche restando se stesso; così decide di ritornare topo.
Nel terzo racconto, la sorellastra Anastasia si innamora di un panettiere. Cenerentola le insegna a sorridere e ad imporsi sulla perfida matrigna, e Anastasia riuscirà a conquistare il suo amato.

### Cenerentola - Il gioco del destino(2007)
La storia comincia quando Cenerentola e il principe festeggiano il loro primo anniversario. Ma a casa della fanciulla, Anastasia e Genoveffa non festeggiano affatto: da quando Cenerentola si è sposata, la madre le obbliga a sbrigare tutte le pesanti faccende di casa. Cenerentola e il suo sposo hanno appuntamento con la fata Smemorina e i topolini Jaq e Gas Gas per celebrare il loro anniversario. Ma Anastasia, che li sta spiando dai cespugli, capisce l'uso della magia che è servito a Cenerentola un anno prima per andare al ballo. Alla maldestra fata Smemorina sfugge la bacchetta di mano e Anastasia prontamente la ruba e corre da sua madre. La matrigna di Cenerentola e la figlia Genoveffa però non credono alle parole di Anastasia: ma quando durante una lite Anastasia pietrifica accidentalmente la fata Smemorina, la matrigna ordisce un piano malvagio. Impossessatasi della bacchetta, riporta indietro il tempo al giorno in cui il granduca Monocolao venne in casa di Cenerentola per trovare la ragazza che potesse calzare la scarpetta di cristallo.
La matrigna incanta la scarpetta di cristallo così che possa calzare a sua figlia Anastasia. Cenerentola si libera dalla sua prigione troppo tardi; per toglierle ogni speranza la matrigna le dice che la notte del ballo è stata solo un sogno e le manda in frantumi la scarpetta con cui avrebbe potuto farsi riconoscere. La matrigna e le sue figlie, insieme al gatto Lucifero, partono per il castello, dove Anastasia sposerà il principe.
Cenerentola, da sola in casa con Jaq, Gas Gas, gli uccellini, gli altri topolini, il cane Tobia e il suo cavallo, non riesce a capire come possa essere stato tutto un sogno. Decide infine di andare lei stessa a trovare il principe e farsi riconoscere. Decisa a lottare per realizzare i suoi sogni d'amore, si reca al castello e si introduce di nascosto nella corte, spacciandosi per una sguattera del posto. Viene però fermata da Prudence, la governante di corte, insospettita per non averla mai vista. Cenerentola dice di essere la "accalappiatopi reale", e con il pandemonio improvvisato che stanno combinando in cucina Jaq e Gas, sembra proprio che ci sia bisogno di lei. Nel frattempo, la matrigna modifica con la magia i ricordi del principe, che non è convinto della ragazza imbranata e bruttina che si trova di fronte. Così fatto, il principe chiede ad Anastasia di sposarlo, che prontamente accetta. Jaq e Gas però hanno visto tutto quanto e hanno scoperto l'inganno della matrigna, ma quando Cenerentola riesce a raggiungere il principe, egli non la riconosce nemmeno. La giovane è affranta, ma quando Jaq e Gas le raccontano dell'inganno, decide di partire alla riscossa e di riappropriarsi della bacchetta e della sua vita.
Cenerentola si introduce di nascosto nell'appartamento della matrigna e riesce, con l'aiuto di Jaq e Gas, a riprendere la bacchetta. La matrigna però la scopre, e la fa inseguire dalle guardie. Proprio quando sta per togliere l'incantesimo al principe, Cenerentola viene arrestata e, per ordine della matrigna, posta su una nave in partenza per essere esiliata per sempre. Il principe viene avvisato da Jaq e Gas dell'inganno della matrigna, e corre dietro alla nave per raggiungere il suo vero amore. E riesce a riportare Cenerentola a palazzo. Il re, furibondo per il complotto, ordina di arrestare immediatamente la matrigna e le sue figlie. Quando fanno irruzione nelle loro stanze, però, le tre donne sono sparite.
Tutti sono di nuovo felici: Cenerentola si sta preparando per il matrimonio, quando le appare improvvisamente la matrigna. La donna crudele le svela un nuovo, malvagio stratagemma: ha trasformato Anastasia in Cenerentola, per farle sposare il principe senza che nessuno sospetti niente. In seguito Lady Tremaine con un colpo di bacchetta scaglia la sua maledizione su una zucca, che si trasforma in un'orribile carrozza, attaccandola a Major che si trovava lì vicino: poi trasforma Lucifero in un cocchiere e gli ordina di accertarsi che Cenerentola, Jaq e Gas, Tobia, Major e gli uccellini muoiano. La carrozza satanica parte in una folle corsa tra le montagne. Cenerentola e i topolini e tutti gli altri, più determinati che mai, riescono a liberarsi e a uscire dalla zucca, ma il cocchiere Lucifero li attende al varco. Cenerentola spingendolo riesce a farlo cadere dalla carrozza, e, staccato il cavallo dal cocchio cavalca verso il castello, mentre la carrozza maledetta precipita in fondo a un dirupo.
Al castello, il principe sta per sposare Anastasia, credendo che sia Cenerentola. Genoveffa e la matrigna spiano il tutto da dietro una tenda. All'altare, al momento di pronunciare il fatidico "sì" Anastasia ci ripensa. Non sarebbe quello per lei il vero amore, come malvagiamente la madre e la sorella le avevano ricordato. In quel momento fa il suo ingresso in chiesa la vera Cenerentola, causando la confusione generale. Furibonda, la matrigna esce allo scoperto e con la bacchetta trasforma in una bestia chiunque le si avvicini. Dopo aver trasformato l'esercito reale in un'accozzaglia di bestie da cortile, la matrigna decide di punire Anastasia per averla tradita. Genoveffa le suggerisce di trasformare la sorella in un rospo. Cenerentola si mette in mezzo per proteggere Anastasia, e la stessa cosa fa il principe: egli estrae la spada che con la sua lama lucente riflette la magia della matrigna. Infatti questa e Genoveffa scompaiono e riappaiono trasformate in rospi nei sotterranei del castello. In seguito esse riprendono la loro forma umana, ma indossano un vestito di stracci identico a quello che portava Cenerentola quando lavorava per loro, e in mano reggono una scopa: lavoreranno come sguattere al castello, a punizione della loro perfidia.
Anastasia riunisce mano nella mano Cenerentola e il principe, augurando loro ogni fortuna. Poi prende la bacchetta magica, rimasta a terra, e riacquista il suo aspetto originale. Anche la Fata Smemorina è liberata dalla sua prigione di pietra. Finalmente, per la gioia del Re e il sollievo del granduca Monocolao, Cenerentola e il principe sono nuovamente marito e moglie. Finalmente Anastasia compresi gli errori del passato e di aver fatto del male a Cenerentola per invidia e gelosia le chiederà perdono per quanto fattole da lei, dalla madre e dalla sorella maggiore venendo perdonata da Cenerentola che l'abbraccerà felice di aver finalmente qualcuno dopo suo padre che le vorrà bene. Anastasia contraccambierà cominciando a sua volta a volerle bene e trattarla da sorella facendo così ammenda degli errori del passato. Dopo la sconfitta di Lady Tremaine e di Genoveffa Cenerentola riprenderà possesso della sua casa e la farà tornare come era un tempo prima che il padre sposasse Lady Tremaine riportando il castello di famiglia da una dimora triste e desolata in una casa in cui far risplendere la gioia e l'allegria in cui tornerà spesso con Anastasia, il principe, i suoi amici topini e Fata Smemorina nelle stagioni estive.

### Cenerentola(2015)
In questo film Cenerentola (interpretata da Lily James) si chiama Ella e vive un'infanzia felice con i genitori finché la madre non muore, prima di morire però essa fa promettere ad Ella di essere buona e coraggiosa, Ella mantiene fede alla promessa e cresce buona, gentile, coraggiosa e giudiziosa finché il padre per darle una nuova madre non decide di risposarsi con Lady Tremaine una donna ricca e austera che ha già due figlie Anastasia e Genoveffa. Sfortunatamente però Lady Tremaine si rivela una donna malvagia, crudele e ambiziosa infatti quando il padre di Ella muore durante un viaggio d'affari la matrigna invidiosa della bellezza e bontà della fanciulla comincia a maltrattala, così Ella si trova a fare la serva in casa sua ed costretta a obbedire a ogni ordine delle tre donne che per umiliarla la chiamano anche Cenerentola, ma un giorno non potendone più Ella scappa nel bosco e qui avviene che finisce per incontrare il Principe che rimane colpito dalla gentilezza e coraggio della ragazza e così tra i due nasce l'amore però il Principe racconta ad Ella di chiamarsi Kit e di essere un apprendista di palazzo.
Dopo questo incontro Kit che è rimasto forgolato dalla ragazza per rivederla visto che lei non gli ha rivelato il suo nome decide di estendere gli inviti all'imminente ballo a tutto il popolo e fortunatamente questa idea viene accettata dal buon ma malato padre ma vista con sospetto dal granduca che ha mire politiche sul matrimonio del Principe.
Presto la notizia si diffonde in tutto il regno e quando arriva alle orecchie della matrigna essa spera che una delle sue figlie conquisti il Principe, dal canto suo Ella invece spera di andare al ballo per poter rivedere Kit, ma quando la sera del ballo Ella si presenta alla sua "famiglia" con un vecchio abito di sua madre la matrigna glielo fa a pezzi per impedirle di andare al ballo.
Rimasta sola Ella è sul punto di perdere la speranza quando arriva una mendicante che si rivela essere la sua fata madrina che per ricompensare Ella della sua bontà decide di aiutarla ad andare al ballo, infatti con la sua magia la fata trasforma una zucca in una carrozza e gli amici animali di Ella in cavalli, valletti e cocchiere, inoltre visto che Ella vuole andare al ballo proprio con l'abito di sua madre la fata lo fa diventare azzurro e le dona delle bellissime scarpette di cristallo e le fa un incantesimo per impedire che Lady Tremaine la riconosca, nonostante il bellissimo gesto la fata averte Ella che la magia si esaurirà all'ultimo rintocco della mezzanotte, dopo quest'ultima raccomandazione Cenerentola parte per il ballo.
Arrivata al ballo tutta l'attenzione si attira su Ella e tutti si chiedono chi sia scambiandola per una Principessa dato il suo vestito, solo Kit la riconosce e inaugura con lei le danze e i due passano insieme la serata durante la quale Ella scopre che Kit è il Principe. Durante la serata Kit mostra ad Ella un giardino segreto dove le chiede il suo nome ma proprio mentre Ella è sul punto di confessarlo suona la mezzanotte e la ragazza é costretta a fuggire perdendo una scarpetta sulle scale, come predetto dalla fata all'ultimo rintocco la magia svanisce ed Ella ritorna vestita di stracci però nota che le è rimasta una scarpetta di cristallo che lei nasconde.
Quella sera tuttavia ha lasciato un segno infatti il re che ha visto il figlio realmente innamorato della Principessa misteriosa in punto di morte autorizza Kit ha ritrovarla per farne sua sposa.
Così passato il periodo di lutto Kit emane un bando invitando la Principessa misteriosa a presentarsi a palazzo così che lui la possa sposare e quando la notizia giunge ad Ella lei felice pensa subito di andare a palazzo portando con sé la scarpetta come prova della sua identità. Sfortunatamente Lady Tremaine ha scoperto tutto e pensa già a come sfruttare il matrimonio della odiata figliastra per impadronirsi del regno. Davanti al rifiuto di Ella Lady Tremaine rompe la scarpetta, rinchiude Ella in soffitta e porta i frammenti al granduca ed insieme architettano un piano: se Lady Tremaine terrà lontana Ella dal Principe affinché lui sposi la Principessa Selina di Salagozza come vuole il granduca lui in cambio le darà un titolo nobiliare e matrimoni vantaggiosi per Anastasia e Genoveffa.
Intanto non avendo più notizie di Ella Kit decide di far provare la scarpetta persa da Ella a tutte le ragazze del regno così da poterla ritrovare e incarica il granduca e il capitano suo amico di farlo, la ricerca ha inizio ma nessuno riesce a calzare la scarpetta finché il granduca e il capitano non arrivano a casa Tremaine dove la provano anche Anastasia e Genoveffa che naturalmente non riescono a calzala. Ma proprio mentre il granduca e il capitano stanno per andar via si sente in lontananza il canto di Ella che la matrigna e il granduca cercano invano di tener nascosta, ma Kit che si era unito incognito al corteo ordina al capitano di trovare la ragazza, così Ella viene liberata e si presenta a Kit come se stessa e lui accettandola le prova la scarpetta che naturalmente le calza così Ella va via insieme a Kit senza prima aver perdonato la matrigna e le sorellastre che comunque vengono bandite dal regno insieme al granduca. Così Ella e Kit si sposano diventando i sovrani più buoni e amorevoli che il regno avesse mai conosciuto e vivendo felici e contenti.

## Caratterizzazione
Cenerentola nella versione Disney animata è una giovane donna di statura media e magra, con capelli biondi lisci di media lunghezza, occhi azzurri e carnagione chiara. Le uniche differenze nel film del 2015 è che ha gli occhi castani e i capelli ondulati. 
Nella maggior parte delle sue apparizioni, viene vista con un abito da cameriera che consiste in un abito marrone con maniche azzurre, un grembiule bianco e ballerine nere. Porta i capelli raccolti in una coda di cavallo con un nastro azzurro.
Dopo la morte del padre, è costretta alla servitù nella sua stessa casa, tormentata dalla sua malvagia matrigna, Lady Tremaine, e dalle due sorellastre, Anastasia e Genoveffa. L'invidia della donna deriva dal fatto che Cenerentola è più bella delle sue stesse figlie. Nonostante ciò, mantiene la speranza attraverso i suoi sogni e rimane una persona educata, gentile e dolce. Ha fiducia che un giorno i suoi sogni di felicità diventeranno realtà e la sua gentilezza sarà ripagata. Cenerentola ha un atteggiamento da persona con i piedi per terra, ma è anche una sognatrice ad occhi aperti. Ad esempio, in Canta Usignol, viene distratta dalle bolle, permettendo a Lucifero di sporcare il pavimento che stava lavando. Inoltre, dopo aver saputo che il Granduca sta venendo con la scarpetta scomparsa, torna in soffitta con un ballo sognante canticchiando il valzer che ha sentito al ballo. Dimostra anche di avere un lato sarcastico e un spirito acuto, almeno quando è sola, e in questi momenti fa spesso battute sulla pigrizia, la mancanza di talento e la sua eccessiva dipendenza dalla sua famiglia adottiva.
Con l'aiuto dei suoi amici animali, aggiusta un vecchio abito da sera di sua madre per poter partecipare ad un ballo reale. Tuttavia quando le sue invidiose sorellastre fanno a pezzi brutalmente il vestito, finisce con il cuore spezzato e teme che i suoi sogni non si avvereranno mai fino all'apparizione della Fata Smemorina, che ripristina la speranza di Cenerentola trasformando il suo vestito strappato nel suo ormai iconico abito argentato scintillante con maniche a sbuffo, una sottoveste bianca, un girocollo nero, guanti da sera d'argento e scarpette di cristallo. In questo stato trasformato i suoi capelli sono raccolti in chignon stile twist francese sostenuti da una fascia d'argento con orecchini di diamanti.

## Accoglienza
Le recensioni verso Cenerentola erano inizialmente negative, con i critici cinematografici che descrivevano il suo carattere troppo passivo e ammettevano di trovare più interessanti i personaggi secondari del film. La performance vocale della Woods, doppiatrice originale della protagonista, tuttavia, venne elogiata. Recensioni positive sul personaggio emersero successivamente, per la sua dolcezza, gentilezza, empatia, misericordia e pazienza. Stroncata o lodata, Cenerentola è comunque diventata una delle principesse più famose e riconoscibili nella storia del cinema. Inoltre, col suo iconico paio di scarpe, abito da ballo, con proprie acconciatura e trasformazione, uno dei primi esempi cinematografici, il personaggio è conosciuto come un'icona della moda, avendo ricevuto riconoscimenti da parte di InStyle, Entertainment Weekly, Glamour eOprah.com, così come dallo stilista Christian Louboutin, icona della moda, il quale, nel 2012, disegnò e rilasciò una scarpa basata sul paio di scarpe di Cenerentola.

## Altri media

### House of Mouse - Il Topoclub(2001-2003)
Cenerentola compare nella serie televisiva House of Mouse - Il Topoclub, come molti personaggi Disney.

### La saga diKingdom Hearts

#### Kingdom Hearts(2002)
Oltre a Cenerentola, nel laboratorio di mago Merlino, situato nella Città di Mezzo, c'e anche la Fata Smemorina che ha il compito di risvegliare le particolari pietre che Sora, Paperino e Pippo trovano durante il loro viaggio, così da poter dare al trio un supporto durante le battaglie grazie all'aiuto delle invocazioni. In questa storia, Cenerentola è una delle sette principesse del cuore, utilizzate da Malefica (la strega malvagia già conosciuta nel film La bella addormentata nel bosco) per attivare la serratura della Fortezza Oscura (precedentemente conosciuta col nome Radian Garden). È possibile interagire con le principesse solo dopo la seconda visita, e Cenerentola e Biancaneve a differenza delle altre sono a conoscenza del Keyblade, perché hanno incontrato Terra, Ventus e Aqua.

#### Kingdom Hearts Birth by Sleep(2010)
Cenerentola vive insieme alla matrigna e alle due sorellastre che la chiamano costantemente per affidarle delle commissioni, ma la futura principessa può contare sull'aiuto dell'astuto topo Jaq che ha intenzione di aiutarla di nascosto nel prepararle un abito per partecipare al ballo, per permetterle di realizzare il suo sogno.
La Storia di Ventus: Il giovane giunge a casa della matrigna e si ritrova ridotto alle dimensioni di un topo e intrappolato in una gabbia (Ventus assume il ruolo di Gas Gas). Viene liberato da Cenerentola che afferma di non aver mai visto un topo come lui. Jaq diventa amico di Ventus e lo porta nella camera di Cenerentola. Jaq gli dice che vuole aiutare Cenerentola a prepararle un abito per partecipare al ballo, poiché Cenerentola non può farlo perché le sorellastre non le danno il tempo. Ventus decide di aiutarlo, e recupera tutti i pezzi che sono in casa per completare l'abito. Infine deve recuperare una perla, che è controllata da Lucifero. Dopo che Ventus è riuscito a mettere in fuga il gatto ritorna insieme a Jaq nella stanza di Cenerentola. Durante la serata, Cenerentola torna nella sua stanza, e non conoscendo che il suo vestito è finito, cerca di rallegrarsi, dicendo che il ballo sarebbe comunque noioso. Ma poi Jaq rivela il vestito e Cenerentola è entusiasta perché il suo sogno può diventare realtà e ringrazia sia il suo amico topo sia Ventus.
La Storia di Terra: Terra giunge nel giardino di Lady Tremaine e incontra Cenerentola su una panca che piange, perché il suo abito e distrutto dalle sorellastre. Terra cerca di convincerla a riprendersi, ma i suoi sentimenti negativi generano dei Nasciens che vengono distrutti dal custode del Keyblade. Appare la fata Smemorina che dona a Cenerentola un nuovo abito e una carrozza per permetterle di giungere al ballo, e le dice che a mezzanotte l'incantessimo si spezzerà. Terra decide di seguirla per trovare informazioni sul Maestro Xehanort. Giunto al Castello del principe azzurro, Cenerentola viene attaccata dai Nesciens e Terra decide di scortarla fino alla sala da ballo. Giunti nella sala, il principe si avvicina subito alla ragazza e i due iniziano a ballare. Il ballo viene interrotto da un Nesciens, Master Symphony che attacca gli ospiti nella sala, e Terra riesce a batterlo. Cenerentola al rintocco delle campane che indicano la mezzanotte, scappa perdendo una scarpa che viene raccolta dal Granduca.
La Storia di Aqua: Aqua giunge nel castello del principe azzurro e vede Cenerentola che scappa, incontra Terra che gli dice che comincia a credere nei sogni perché Cenerentola le ha dimostrato che i sogni possono realizzarsi, e le chiede di ringraziarla se la incontra e Aqua accetta. Si reca nella sala da ballo, e incontrando Lady Tremaine e le sue figlie, Anastasia e Genoveffa e si accorge che i loro cuori sono pieni di oscurità, si avvicina al principe e al Granduca e capisce che i due hanno intenzione di ritrovare la fanciulla che indossava la scarpetta di cristallo. Aqua raggiunge la casa di Lady Tremaine e incontra la fata Smemorina che le suggerisce di aiutare il topo Jaq che ha preso la chiave dalla matrigna per liberare Cenerentola rinchiusa nella sua stanza e la ragazza accetta. Il Granduca sta per andarsene e Aqua le chiede di indossare la scarpetta, ma proprio in quel momento giunge Cenerentola e Aqua la ringrazia in nome di Terra. La matrigna infuriata fa cadere il Granduca rompendo la scarpetta, ma Cenerentola mostra l'altra scarpetta. Aqua sta per andare via, quando sente un urlo di Cenerentola. La fanciulla viene attaccata da un Nasciens "pullman maledetto" e Aqua le fa scudo con il suo corpo. Aqua ha la meglio e accompagna Cenerentola dal principe azzurro, e mentre li fissa insieme appare la fata Smemorina che le insegna che non si può avere luce senza l'oscurità.
Dopo aver terminato l'episodio finale, durante i titoli di coda si può vedere Cenerentola e il principe ballare nella sala da ballo, con il topolino Jaq e la fata Smemorina che li fissano dal balcone interno.

### C'era una volta(2011-2018)
Nella serie tv C'era una volta Cenerentola compare in 2 versioni. Una interpretata da (Jessy Schram), L'altra invece è interpretata da (Dania Ramirez) che sono completamente diverse tra loro.
La prima é soprannominata Ella, ed era in origine una ragazza orfana costretta a fare da serva alla matrigna e alle sorellastre. Una sera, dopo che le tre donne si erano recate al ballo di corte lasciandola da sola, ricevette la visita della sua fata madrina, che però venne uccisa da Tremotino. Il mago le offrì il suo aiuto in cambio di qualcosa che avrebbe avuto in futuro. La ragazza firmò il contratto senza leggerlo e andò al ballo dove incontrò il principe Thomas; i due si innamorarono e si sposarono. Tuttavia in seguito Tremotino ricordò a Ella il contratto e la informò di volere il suo primogenito. Quando scoprì di essere incinta, Ella decise di scappare, ma il principe Thomas, saputo dell'accordo, escogitò un piano assieme al Principe Azzurro per catturare Tremotino. Il piano riuscì, ma Thomas scomparve, e Tremotino giurò che Ella non avrebbe rivisto Thomas fino a che non avesse rispettato il contratto.
A Storybrooke è Ashley Boyd, una cameriera di 19 anni single incinta. Il padre del bambino, Sean Herman (Principe Thomas), è costretto a stare lontano da Ashley da suo padre; quest'ultimo fa in modo che il signor Gold offra una grossa somma a Ashley in cambio del bambino. Lei all'inizio accetta lo scambio, ma poi decide di tenere il bambino. Così tenta di fuggire da Storybrooke, ma entra in travaglio al confine della città. Emma Swan la porta in ospedale, dove dà alla luce una figlia che chiamerà Alexandra e si riunisce con Sean. Emma accetta di essere in debito con il signor Gold se permette ad Ashley di tenere il bambino. Successivamente Ashley e Sean si fidanzano.
Nella sesta stagione si scoprono altri dettagli sulla storia di Cenerentola: la sua misera vita a servizio della Matrigna, il rapporto con le sorellastre, il fatto che avesse la chiave per il Regno delle Storie Mai Raccontate e le vicende del tanto agognato ballo. Inoltre la sua sorellastra Clorinda si rivela una brava persona innamorata di un semplice valletto del principe, ma che a causa di Cenerentola, le sarà impedito il suo lieto fine, tanto da indurre la ragazza a cercare di rimediare al suo errore.
La seconda invece è la madre di Lucy e Vero Amore di Henry Mills. Si unirà alla resistenza guidata da Tiana per sconfiggere Lady Tremaine, con lei si uniranno anche Henry, Regina e il Capitan Uncino proveniente da quel mondo. Tramite i flashback della Foresta Magica si scopre che è in qualche modo legata al Paese delle Meraviglie. Si viene a sapere tramite un flashback che sua madre Cecilia è stata avvelenata da una giovane Raperonzolo in preda alla rabbia e alla gelosia. Ad Hyperion Heights sembra provare dei sentimenti per Nick Branson e non ricorda nulla della sua vita passata con Henry e Lucy.

### Sofia la principessa(2012-2018)
Cenerentola appare nel primo episodio speciale di 1 ora della serie C'era una volta una principessa, trasmesso il 18 novembre 2012 negli Stati Uniti e in Italia il 13 aprile 2013, in cui aiuta la protagonista a riallacciare i rapporti di amicizia con la sorellastra Amber.

### Ralph spacca Internet(2018)
Cenerentola appare con le principesse Disney in Ralph spacca Internet, nel quale le fanciulle presteranno aiuto a Vanellope von Schweetz.

### Sneakerentola(2022)
Una versione maschile compare nel film Sneakerentola del 2022 dove Cenerentola (interpretata da Chosen Jacobs) impersona un ragazzo di nome El che sogna di fare il designer di sneaker.